# Marco Enrico Bossi

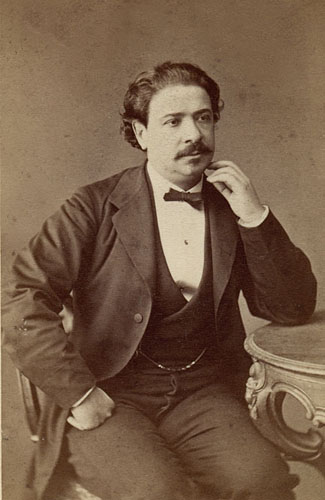
Marco Enrico Bossi

Marco Enrico Bossi (Salò, 1861. április 25. – 1925. február 20.) olasz zeneszerző, pedagógus, orgonista.

## Életpályája
Híres orgonista családjában született a Garda-tó környékén. Zenei tanulmányait 1871 és 1873 között Bolognában, majd a milánói konzervatóriumban folytatta. Mesterei Francesco Sangallo (zongora), Amilcare Ponchielli (zeneszerzés) és Polibio Fumagalli (orgona) voltak.
Zeneszerzés mellett neves előadóművész volt. Tanárként is számos nevezetes tanítványt indított el zenei pályájukon.
Halála előtt az Amerikai Egyesült Államokban tett sikeres látogatást. A hajóúton Európa felé agyvérzés érte, amely végzetesnek bizonyult.

## Művei
Több mint 150 művet írt - részben szólóorgonára, részben zongorára, részben szimfonikus zenekarra. Zenéje későromantikus, stílusa Brahmséhoz áll közel.

### Néhány orgonaműve
- Tempo di Suonata per Organo a Pieno Op. 3
- Ouverture per organo op. 3 no. 3
- Intermezzo Tragico op. 10
- Scherzo in F major op. 49:1
- Scherzo in G minor op. 49:2
- Impromptu à la Chopin Op. 49:3
- Inno Trionfale op. 53
- Res Severa Magnum Gaudium: Prima Suite di 4 pezzi per organo op. 54:
  - Preludio
  - Allegro moderato
  - Corale
  - Fuga
- 4 Pieces op. 59:
  - Toccata
  - Pastorale
  - Meditazione
  - Offertorio

## Nevezetes tanítványai
- Antalffy-Zsiross Dezső
- Gian Francesco Malipiero